# Korsjespoortsteeg
De Korsjespoortsteeg is een straat in Amsterdam-Centrum.

## Geschiedenis en ligging
De straat ontstond in een periode dat Amsterdam westwaarts uitbreidde vanuit de bebouwing die toen ophield bij de Singel. De naam voert terug op de 15e eeuw toen houthandelaar Corsgen/Corsgin Jacobzoon daar in de buurt een boomgaard had; de brug over de Singel daar naar toe kreeg de naam Corsgenbrug (brugnummer 12). Op de stadskaart van 1625 van Balthasar Florisz. van Berckenrode werd de naam vermeld Korsjes Poort Steech. Het steegje, ook wel Walensteeg genoemd, liep eerst nog tussen Nieuwezijds Achterburgwal richting Singel. bij een nieuwe stadsuitbreiding in de 16e eeuw werd de steeg verlengd tot aan de Herengracht en kreeg het in de Langestraat een zijstraat. Het oude deel kreeg weer later de naam Korte Korsjessteeg; het nieuwe Korsjessteeg. 
Er is geen plaats voor kunst in de openbare ruimte en in de 21e eeuw is het straatje al jarenlang voetgangersgebied. Een uitzondering daarop is een minibeeldje blauw schaap in een snijraam op Korsjespoortsteeg 3.

## Gebouwen
Huisnummers lopen op van 2 tot en met 24 en 1 tot en met 23. Alhoewel het nooit als zodanig een gracht is geweest, heeft de meeste bebouwing wel het uiterlijk van een grachtenpand; bedrijfsunit beneden, dan bewoning en vervolgens een opslagzolder. Bijna alle bebouwing aan de Korsjespoort is een rijksmonument. Twee gebouwen springen eruit:
- het Multatulihuis, Korsjespoortsteeg 20, in 1820 het geboortehuis van Eduard Douwes Dekker, sinds 1975 de plek van het Multatuli Museum
- De Drie Traancoopers uit 1632 op Korsjespoortsteeg 24, hoek Herengracht 77.

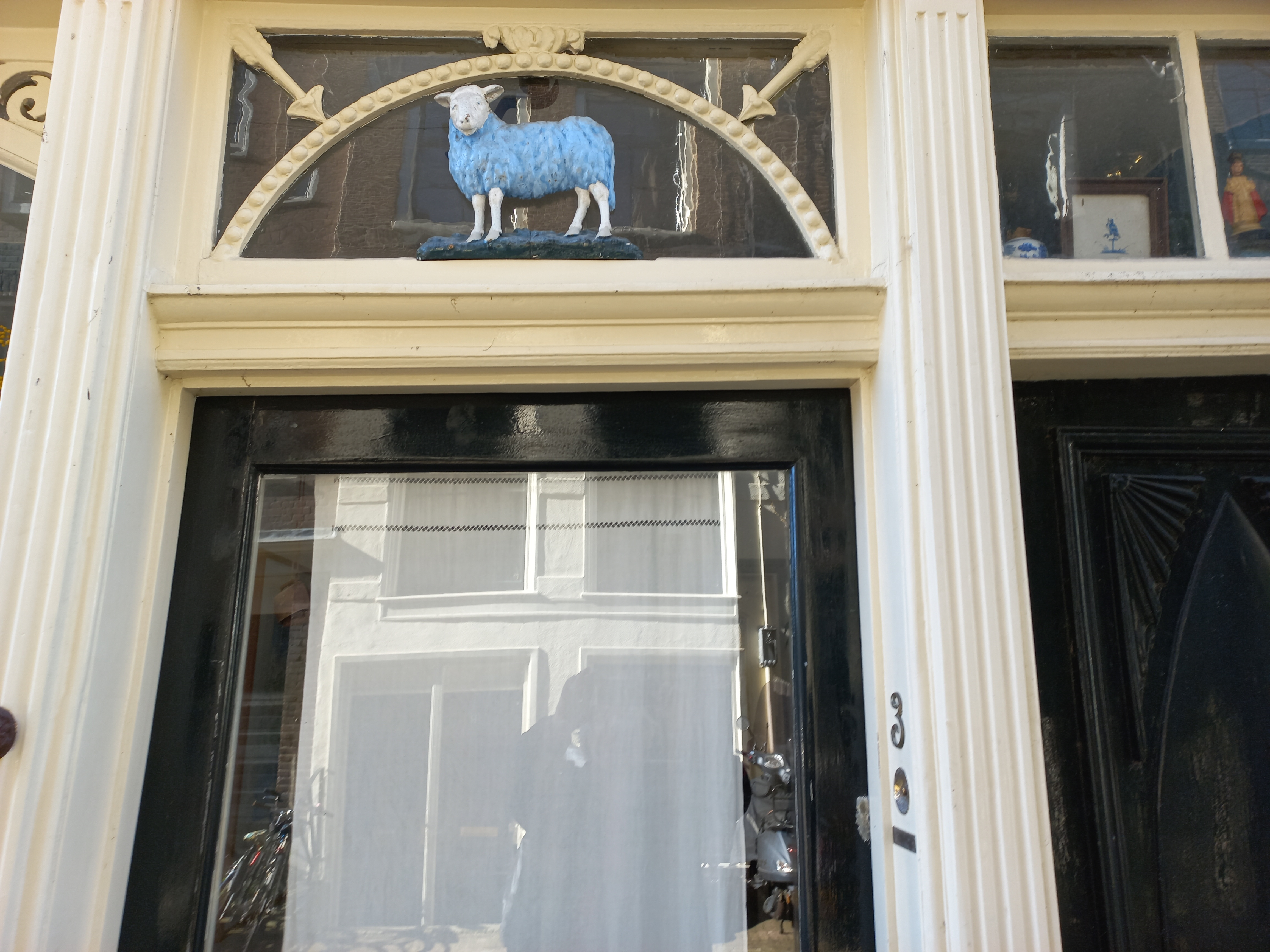
Blauw schaap op huisnummer 3 (maart 2022)